# Orgelbygger
En orgelbygger beskæftiger sig med at bygge pibeorgler. Kunderne er overvejende kirker, men der er også (meget få) eksempler på, at private får bygget orgler.

## Orgelbyggeri i Danmark
I Danmark er der en orgelbyggeruddannelse i snedkerfamilien under erhvervsuddannelserne.
Enkelte danske koncertsale har et pibeorgel, f.eks. i Det Kongelige Danske Musikkonservatorium (tidl. Radiohuset) og i den nye koncertsal i DR Byen.
Orgler fra de danske orgelbyggerier er internationalt efterspurgte, og der er derfor gode muligheder i branchen, selvom den i sagens natur er meget lille – der er under 150 faglærte orgelbyggere i hele Danmark.[kilde mangler]

### Danske orgelbyggere
- Demant orgelbyggeri
- Frobenius Orgelbyggeri
- Lambert Daniel Kastens
- Daniel Köhne
- Marcussen & Søn